# NGC 5712
NGC 5712 é uma galáxia elíptica (E-S0) localizada na direcção da constelação de Ursa Minor. Possui uma declinação de +78° 51' 53" e uma ascensão recta de 14 horas, 29 minutos e 41,6 segundos.
A galáxia NGC 5712 foi descoberta em 20 de Dezembro de 1797 por William Herschel.